# Bernd Kost
Bernd Kost znany również jako Bernemann (ur. 3 lipca 1963 w Niemczech) – niemiecki gitarzysta thrash metalowy znany przede wszystkim jako wieloletni gitarzysta zespołu Sodom.

## Życiorys
Początki (1988-1991)
Swoją karierę muzyczną Bernd rozpoczął od zespołu Crows w 1988 roku gdzie pełnił rolę gitarzysty. Opuścił on zespół w 1991 roku.
Sodom (1996-2018)
W 1996 roku wraz z Konradem Schottkowskim dołączył do zespołu Sodom, w którym grał przez ponad 20 lat. Pierwszym albumem Sodom Berndem była płyta ’Til Death Do Us Unite wydana w 1997 roku. Ostatnim albumem Sodom nagranym z Berndem było Decision Day wydane w 2016 roku.
W styczniu 2018 roku Bernd wraz z perkusistą Makka ogłosił rozstanie się z Sodom. Według ich twierdzenia zostali oni wyrzuceni z zespołu przez lidera kapeli Toma Angelrippera podczas rozmowy przez aplikację WhatsApp. Tom swtierdził, że chce zacząć wszystko od nowa z nowymi muzykami. Od tamtej pory wraz z Freiwaldem gra w zespole Bonded.

## Wybrana dyskografia[1]
Sodom (1996-2018)
- ’Til Death Do Us Unite (1997)
- Code Red (1999)
- M-16 (2001)
- Sodom (2006)
- In War and Pieces (2010)
- Epitome of Torture (2013)
- Decision Day (2016)

Crows (1988-1991)
- The Dying Race (1991)

Bonded (2018-nadal)
- Rest in Violence (2020)